# Battaglia di Tillyria
La battaglia di Tillyria (in greco Μάχη της Τηλλυρίας?) o battaglia di Kokkina (in greco Μάχη των Κοκκίνων?), nota anche nella storiografia turca come Resistenza di Erenköy (in turco Erenköy Direnişi), fu un conflitto nell'agosto del 1964 tra le unità della Guardia nazionale cipriota e i gruppi armati turco-ciprioti nell'area di Kokkina  in Tillyria a Cipro. Questi ultimi furono supportati con attacchi aerei dalla Turchia.

## Posizione
Nel 1964, al momento della battaglia, Cipro era governata da due entità statali sovrane: la Repubblica di Cipro e le aree a sovranità britannica. Le aree sotto la giurisdizione della Repubblica di Cipro includevano una serie di grandi enclavi fortificate, abitate dalla minoranza turco-cipriota dell'isola che si era ritirata in posizioni difensive intorno ai villaggi controllati dai turchi in seguito a un grave scoppio di disordini civili nel 1963.
La penisola della Tillyria a Cipro era in gran parte racchiusa nel distretto amministrativo di Nicosia nel nord-ovest dell'isola, essendo delimitata a est dalla costa meridionale della baia di Morphou e a ovest da quella settentrionale della baia di Polis. Localizzata su quest'ultima costa, Kokkina era un'enclave turca fortemente fortificata comprendente tra i 750 e 1 000 abitanti.

## Contesto politico
Nel novembre 1963, il presidente della Repubblica di Cipro, l'arcivescovo Makarios III, propose 13 emendamenti costituzionali alla costituzione del governo del paese. Questi emendamenti erano principalmente volti dall'amministrazione Makarios a riorganizzare e regolamentare la distribuzione della forza lavoro greco-cipriota e turco-cipriota e nel potere di voto nel governo, nei servizi civili, nelle forze armate e di polizia. Questi emendamenti proposti avrebbero anche influito sulla distribuzione delle persone greco-cipriote e turco-cipriote al servizio degli uffici giudiziari, esecutivi e municipali del governo, a favore di una divisione dal 70% al 30%, ponderata per la maggioranza della popolazione greco-cipriota (77%) sulla minoranza turco-cipriota (18%).
Mentre le parti del governo greco-cipriota e turco-cipriota erano già ampiamente polarizzate a favore degli interessi dei rispettivi "Stati-madre" (ovvero Grecia e Turchia), i rappresentanti turco-ciprioti all'interno del governo respinsero i 13 emendamenti costituzionali proposti da Makarios, sulla base del fatto che privavano i turco-ciprioti di pari rappresentanza. I greco-ciprioti, allo stesso modo, si rifiutarono di modificare gli emendamenti.
Ciò provocò l'escalation della violenza intercomunitaria cipriota negli eventi denominati "Natale di Sangue" e la fine della rappresentanza turco-cipriota nel governo della Repubblica di Cipro.

## Contesto demografico e geopolitico
Una serie di atrocità e atti terroristici intercomunitari colpì l'isola dalla fine di dicembre 1963, quando iniziò a divampare la violenza tra gli estremisti turchi e greco-ciprioti. Questa violenza aumentò rapidamente e fu rafforzata da sentimenti nazionalisti preesistenti da entrambe le parti, tra cui il desiderio turco del "taksim" (o divisione dell'isola in parti turche e greche), e del desiderio greco di "Enōsis" (o unione dell'intera isola con la Grecia). I principali fautori di questa violenza erano l'Organizzazione di resistenza turca (TMT) e i paramilitari greco-ciprioti, anche se non è chiaro quanta parte della violenza possa essere effettivamente attribuita alle direttive emanate da questi gruppi.
A metà del 1964, il governo greco-cipriota si accorse che i turco-ciprioti, ormai quasi universalmente rientrati nelle enclavi a livello nazionale, stavano diventando sempre più ben equipaggiati con armi di piccolo calibro, armi automatiche da squadra e mortai che non sarebbero stati altrimenti messi a loro disposizione attraverso i porti di ingresso legali. Il molo dalle acque profonde detenuto dai turco-ciprioti a Kokkina, nella regione di Tillyria, fu immediatamente sospettato come il fulcro di un punto di spedizione turco per la fornitura di armi ai turco-ciprioti dalla Turchia continentale.
Kokkina era stata fondamentale per la fornitura di armi al TMT dalla Turchia dal 1958. La spedizione di armi era effettuata da persone locali chiamate bereketçiler utilizzando piccole barche a remi, ed era iniziata come iniziativa locale di tre giovani nell'agosto 1958. Questi giovani avevano remato in Turchia senza l'approvazione di Rauf Denktaş e lì erano stati arrestati, ma rendendosi conto del valore che questa impresa aveva per la fornitura di armi alla TMT di nuova fondazione, le autorità turche e turco-cipriote iniziarono a utilizzare il porto per regolari spedizioni clandestine di armi. In seguito allo scoppio della violenza intercomunitaria, i turco-ciprioti iniziarono a corrompere i soldati stranieri di stanza sull'isola per trasportare armi in altre enclavi turche. Il 27 maggio 1964, le autorità greco-cipriote catturarono Keith Marley, un maggiore britannico, mentre trasportava armi da Kokkina. Confessò di averlo fatto altre cinque volte in passato e che altri colleghi erano coinvolti in accordi simili.
La reazione greco-cipriota fu una corsa alle armi. Nel 1965 fu installata una stazione radar di sorveglianza sul monte Kormakitis, nel distretto di Kyrenia, per osservare i movimenti marittimi illegali tra la Turchia e Kokkina, e un totale di sei mezzi da attacco navale veloce furono acquistati dall'Unione Sovietica per triplicare la forza del Marina di Cipro. Come misura aggiuntiva, due pesanti cannoniere greco-cipriote erano di stanza vicino a Morphou per lanciare un attacco navale, in caso di necessità.
Mentre la Grecia rimase in gran parte silenziosa sulla questione del punto di spedizione di Kokkina, il governo greco assicurò ai greco-ciprioti che avrebbe sostenuto un intervento armato a Kokkina, qualora la situazione fosse diventata insostenibile. Il Comandante della Guardia nazionale greco-cipriota, Col. Georgios Grivas, tornò a Cipro da Atene alla fine di luglio 1964, dopo aver ricevuto un'udienza con i membri del governo greco. Poco dopo, i greco-ciprioti iniziarono a mobilitarsi per un intervento armato a Kokkina, nonostante le minacce turche di contro-intervenire con la forza se ciò fosse accaduto.

## Eventi

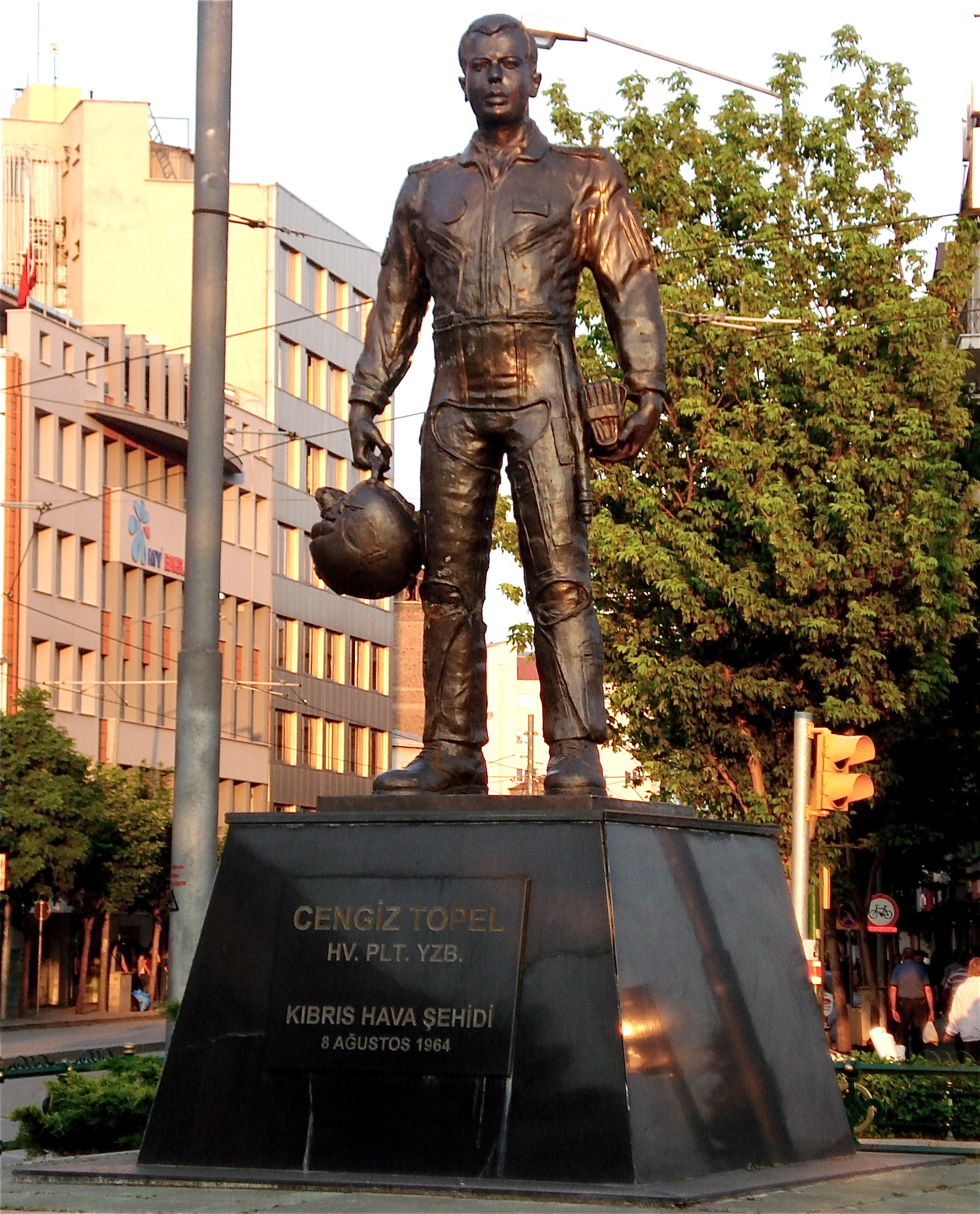
Statua del pilota turco, Cengiz Topel a Eskişehir, Turchia, uno dei piloti inviati dalla Turchia per bombardare le posizioni nella Repubblica di Cipro.

Nei giorni precedenti l'invasione, la Guardia nazionale cipriota iniziò a mobilitare la fanteria, l'artiglieria e le forze corazzate per un assalto a Kokkina. Il 6 agosto 1964, la Guardia nazionale cipriota iniziò il suo attacco. Per due giorni, le forze della Guardia nazionale cipriota stabilirono il fuoco di supporto con sei cannoni da 25 libbre e circa dodici mortai, coordinati con il fuoco dei cannoni da 20 mm e 40 mm dalle motovedette della marina cipriota Phaethon e Arion. Sotto questo sbarramento, la fanteria avanzò lentamente nell'enclave con la copertura dal fuoco delle mitragliatrici sovrapposte, ma scoprì che i turco-ciprioti avevano organizzato le proprie mitragliatrici e mortai in una formazione efficace. La battaglia si degradò rapidamente in uno scambio a bassa intensità di cecchini e fuoco di supporto, poiché entrambe le parti scavano in un terreno difficile.
L'8 agosto 1964, dopo aver aspettato quasi due giorni, la Turchia intervenne, una volta che fu chiaro che i greco-ciprioti non si sarebbero ritirati da Kokkina, ma che avrebbero semplicemente impegnato sempre più forze d'assedio fino a quando i turco-ciprioti non avessero esaurito i rifornimenti.
La mattina dell'8 agosto, le motovedette cipriote Phaethon e Arion furono attaccate dai jet dell'aeronautica turca mentre navigavano nei pressi del porto di Xeros, nella baia di Morfou. Le imbarcazioni iniziarono manovre evasive e piazzarono il fuoco antiaereo. Il Phaethon fu rapidamente mitragliato con razzi da 75 mm e prese fuoco, uccidendo sette membri dell'equipaggio e ferendone molti altri. Con il motore ancora acceso, l'equipaggio sopravvissuto riuscì a guidarlo incagliato per poi abbandonare la nave.
Mentre l'Arion continuava a sfuggire all'attacco, una seconda formazione di jet turchi F-100 Super Sabre si avvicinò per attaccarlo. Uno dei jet fu abbattuto dalla difesa greco-cipriota. Il pilota turco si salvò ma non appena mise piede sul suolo cipriota fu picchiato a morte dagli abitanti indignati del villaggio.
Tra l'8 e il 9 agosto 1964, all'aeronautica turca fu data carta bianca per attaccare più bersagli all'interno di Tillyria, tra cui un certo numero di villaggi greco-ciprioti. Il pesante bombardamento in quanto tale causò anche perdite significative tra la popolazione civile.
Furono segnalate vittime civili cipriote a seguito di pesanti attacchi aerei contro diverse località popolate, tra cui Kato Pyrgos che lanciò bombe incendiarie al napalm.
Gli aerei turchi attaccarono anche i siti occupati dalla Guardia nazionale cipriota, uccidendo un certo numero di militari e distruggendo un'auto blindata Marmon Herrington Mk-IVF.

## Risultato immediato
Il risultato geografico immediato del conflitto nella regione di Tillyria fu che quattro villaggi vennero evacuati e l'enclave di Kokkina fu effettivamente ridotta a una stretta testa di ponte. Tuttavia, la Guardia nazionale greco-cipriota non era riuscita a prendere d'assalto le difese interne dell'enclave, lasciando sostanzialmente intatta la testa di ponte turca.
I combattimenti nella regione cessarono il 10 agosto 1964, ma il valore di Kokkina per l'esercito turco diminuì, poiché i greco-ciprioti l'avevano effettivamente isolata dalla strada costiera e circondata da forze sufficienti per garantirne la distruzione al momento dell'espansione del 1965 della guardia nazionale.

## Eventi successivi
Il 20 luglio 1974, la Turchia lanciò un'invasione dell'isola, a seguito di un colpo di Stato sponsorizzato dalla giunta greca contro il presidente Makarios, volto a unire l'isola con la Grecia. La seconda offensiva turca, con il nome in codice Attila 2, ebbe luogo tra il 14 e il 18 agosto 1974 e si estese a ovest quasi fino all'enclave di Kokkina, la quale però rimase isolata dal territorio occupato nel nord dell'isola.
Attualmente, Kokkina (in turco: Erenköy) è un'enclave di Cipro del Nord. Mentre questa exclave era accessibile de facto solo dal resto dello stato via mare per 46 anni, è dal 2010 accessibile su strada, in seguito all'apertura di un posto di blocco tra Kato Pyrgos e Limnitis.